# Číž
Číž (maďarsky Csíz) je obec na Slovensku, v okrese Rimavská Sobota v Banskobystrickém kraji. Žije zde 686 obyvatel. V roce 2001 se 71 % obyvatel hlásilo k maďarské národnosti.
První písemná zmínka o obci je z roku 1245, v roce 1274 je uvedena pod současným názvem. V letech 1565 a 1682 obec vyplenili Turci. V roce 1862 byla objevena zdejší léčivá voda a v roce 1888 byly otevřeny lázně, kde se léčila mj. Alice Masaryková. Jsou zde tři léčivé prameny: Themis, Hygiea a Neptún. Zdejší voda obsahuje jód a brom, používá se na léčení cév, nervů a pohybového ústrojí.